# Самсунг Електроникс
Самсунг Електроникс (Хангъл:삼성전자; Ханджа:三星電子) е най-големият производител на електроника в света. Компанията е разположена в Сувон, Южна Корея. Samsung Electronics е най-голямата компания в Южна Корея и основна част от Samsung Group. Samsung е водещ производител на повече от 70 вида продукти, като DRAM, SDRAM, флаш памети, твърди дискове, цифрови дисплеи (LCD, плазмени и OLED), потребителска електроника като телевизори, DVD плейъри, Blu-ray плейъри, системи за домашно кино, мобилни телефони, MP3 плейъри, цифрови камери и фотоапарати, монитори, CD- и DVD-устройства, принтери и копирни машини, както и на редица домакински уреди, като хладилници, перални машини, микровълнови фурни, готварски печки, прахосмукачки и климатици.
През 2005 г. Samsung изпреварва японския си конкурент Sony и за пръв път е определен (от Interbrand) като водещ и най-популярен производител на битова електроника в света. Също така през 2007 г. Samsung изпреварва американците от Motorola, превръщайки се в най-големия производител на мобилни телефони в света. През същата година приходите на компанията от продажби надхвърлят 100 млрд. долара за пръв път в историята ѝ. Това постижение нарежда Samsung, наред със Siemens (Германия) и Hewlett-Packard (САЩ) в тройката на най-големите компании в електронната индустрия.

## История

### От 1938 до 1987
Samsung Group е основана през 1938 г. от И Бюнг Чул. Samsung Electronics е основан през 1969, като Samsung Electric Industries и първоначално произвежда телевизори, калкулатори, хладилници, перални машини и климатици. През 1970 г. Samsung Group основава друга дъщерна компания, Samsung-NEC, съвместно с японската NEC Corporation, с основната цел да произвежда домашни електроуреди и аудио и видео техника. През 1974 г. групата разширява бизнеса си и започва да произвежда полупроводници, след като купува Korea Semiconductor, една от първите фирми производители на чипове по онова време. През 1980 г. Samsung купува бизнеса на Korea Telecommunications, производител на електронни превключватели. През 1981 г. компанията произвежда 10-милионния си черно-бял телевизор. През февруари 1983 г. основателят на Samsung Лий Бюнг Чул прави изявление, че Samsung има намерение да стане доставчик на динамични памети (DRAM) (на английски: dynamic random access memory – динамична памет с произволен достъп). През 1988 г. се слива с Samsung Semiconductor & Communications. Името на компанията на корейски означава „три звезди“.

### От 1988 до 1995
През 1988 г. Samsung Electronics пуска на корейския пазар първия си мобилен телефон. Първоначално продажбите са слаби. До началото на 90-те години Motorola държи над 60% от местния пазар на мобилни телефони в сравнение с едва 10% за Samsung. До средата на десетилетието произведените от Samsung мобилни телефони са с лошо качество и се считат за второкачествени продукти. Затова и се счита, че компанията ще излезе от този пазар.
През февруари 1995 г. Samsung Electronics придобива 40% дял от AST Research, производител на персонални компютри, базиран в САЩ, за 378 млн. щатски долара.

### От 2000 – досега
През 2000 г., Samsung отварят център за развитие във Варшава, Полша. Работата му започва с приемникови устройства, преди да премине към дигитални телевизори и смартфони. Платформата за смартфони е разработена с партньори, официално стартира с оригиналната линия Samsung Solstice и други производни през 2008 г., която по-късно е разработена в линия от устройства на Samsung Galaxy, включително Notes, Edge и други продукти.
През 2007 г. бившият главен адвокат на Samsung Ким Йонг Чул твърди, че е участвал в подкупване и измисляне на доказателства от името на председателя на групата Лий Кун-хи и компанията. Ким казва, че адвокатите на Samsung са обучавали ръководители да служат като изкупителна жертва в „измислен сценарий“ за защита на Лий, въпреки че тези ръководители не са били замесени. Ким също така казва пред медиите, че е бил „отстранен“ от Samsung, след като отказва да плати подкуп от 3,3 милиона долара на съдията на Федералния окръжен съд на САЩ, председателстващ дело, при което двама от техните ръководители били признати за виновни по обвинения, свързани с фиксиране на цените на чиповете с памет. Ким разкрива, че компанията е събрала голям брой тайни средства чрез банкови сметки, открити незаконно под имената на до 1000 ръководители на Samsung – под негово собствено име са открити четири сметки за управление на 5 милиарда вона.
През първото тримесечие на 2012 г. Samsung Electronics става най-големият производител на мобилни телефони в света по брой продажби, изпреварвайки Nokia, която е лидер на пазара от 1998 г.
На 24 август 2012 г. девет американски съдебни заседатели постановяват, че Samsung Electronics трябва да плати на Apple 1,05 милиарда долара обезщетение за нарушаване на шест от нейните патенти за технология на смартфони. Сумата остава по-малка от исканите от Apple 2,5 милиарда долара. Решението също така постановява, че Apple не е нарушила пет патента на Samsung, цитирани в случая. Samsung осъжда решението, като казва, че този ход може да навреди на иновациите в сектора. Той също така следва решение на Южна Корея, според което и двете компании са виновни за нарушаване на интелектуалната собственост на другата страна. При първата търговия след решението, акциите на Samsung в индекса Kospi падат със 7,7%, което е най-големият спад от 24 октомври 2008 г. до 1 177 000 вона. След това Apple се опитва да забрани продажбите на осем телефона Samsung в Съединените щати, което е отхвърлено от съда.
От 2013 г. Комисията за справедлива търговия на Тайван разследва за фалшива реклама Samsung и нейната местна тайванска рекламна агенция. Делото е образувано, след като комисията получава жалби, че агенцията е наела студенти да атакуват конкуренти на Samsung Electronics в онлайн форуми.
През 2015 г. Samsung получава повече патенти в САЩ от която и да е друга компания – включително IBM, Google, Sony, Microsoft и Apple. Компанията е получила 7679 патента за комунални услуги до 11 декември.
Смартфонът Galaxy Note 7 влиза в продажба на 19 август 2016 г. Въпреки това, в началото на септември 2016 г. Samsung спира продажбите на телефона и обявява неофициално изтегляне. Това се случва, след като някои устройства на телефоните имат батерии с дефект, който ги кара да произвеждат прекомерна топлина, което води до пожари и експлозии. Samsung заменя изтеглените единици на телефоните с нова версия; по-късно обаче е установено, че новата версия на Galaxy Note 7 също има дефект на батерията. Samsung изтегля всички смартфони Galaxy Note 7 по света на 10 октомври 2016 г. и окончателно прекратява производството на телефона на следващия ден.
През 2018 г. Samsung стартира най-голямото мобилно производствено съоръжение в света в Ноида, Индия, с почетни гости, включително индийския премиер Нарендра Моди.

## Дейност
Samsung се състои от около 80 компании, чиито дейности са изключително разнообразни в сфери като строителство, потребителска електроника, финансови услуги, корабостроене и медицински услуги.
През 2009 г. консолидираните приходи на компанията са в размер на 220 трлн. вона (172,5 млрд. щатски долара). През 2010 г. консолидираните ѝ приходи достигат 280 трлн. вона (258 млрд. щатски долара), а печалбата е 30 трлн. вона (27,6 млрд. щатски долара). Тези данни обаче са непълни и не включват приходите на всички поделения на Samsung извън Южна Корея.

## Дъщерни дружества и филиали
Към април 2011 г. Samsung Group се състои от 59 частни и 19 публични компании, акциите на всяка от които започват да са търгуват първо на Корейската фондова борса.

## Веригата хотели Shilla
Първият хотел Shilla отваря врати през март 1979 г. по инициатива на основателя на Samsung Group. Хотелът се превръща в двигател на сферата на услугите в Корея, като множество международни и национални събития се провеждат в него. Той се превръща в лицето на Samsung Group и хотелът, представящ Корея. Той е сред най-изисканите хотели в света. Освен това съчетава модерни с традиционни елементи и се променя с цел подобряване качеството на живот на гостите. Също така веригата разнообразява бизнеса си, откривайки свои безмитни магазини, фитнес салони в петзвездни хотели в Корея и чужбина, както и собствени ресторанти. Компанията е регистрирана на Корейската фондова борса.

## Мобилни телефони
През третото тримесечие на 2011 г. Samsung заема второто място по продажби на мобилни телефони в световен мащаб с 24 млн. продадени устройства. През 2012 г. Samsung става най-големият производител на смартфони в света, продавайки 95 млн. смартфона през първото тримесечие.
Най-продаваната линия мобилни телефони на Samsung е Samsung Galaxy S, който се счита за пряк конкурент на iPhone на Apple. Първоначално е пуснат в продажба в Сингапур, Малайзия и Южна Корея през юни 2010 г., след което в САЩ през юли. През първите 45 дни са продадени повече от 1 милион телефона в САЩ.
Линията смартфони I9000 Galaxy S и S8500 Wave печелят първо място на изложението 2010 European EISA Awards в категориите смартфони и телефон на социалните медии. I9000 Galaxy S е признат за изключителното качество на дисплея си и доброто качество на връзка, докато S8500 Wave печели със своята операционна система Bada.
Докато много други производители на мобилни телефони се фокусират върху поддържане на една или най-много две операционни системи, Samsung поддържа широка гама от операционни системи на пазара. Въпреки че Galaxy S използва Google Android, Samsung дълго време поддържа и други конкурентни операционни системи като Symbian, Windows Phone, LiMo на Linux, както и собствената си Bada. През 2013 г. обаче Samsung изоставя всички други операционни системи, освен Android и Windows Phone. През същата година Samsung произвежда най-малко 43 модела телефони и таблети с Android и два с Windows Phones.

## Галерия
- Продукти на Samsung Electronics
- Мобилен телефон Galaxy S5, задна страна
- „Умен“ часовник
- Хард диск
- „Умен“ телевизор
- Цифров апарат Samsung GX-10